# 4266 Waltari
4266 Waltari eller 1940 YE är en asteroid upptäckt den 28 december 1940 av den finske astronomen Yrjö Väisälä vid Storheikkilä observatorium. Asteroiden har fått sitt namn efter den finske författaren Mika Waltari .
Asteroiden har en diameter på ungefär 23 kilometer.